# Koralle (Jolle)

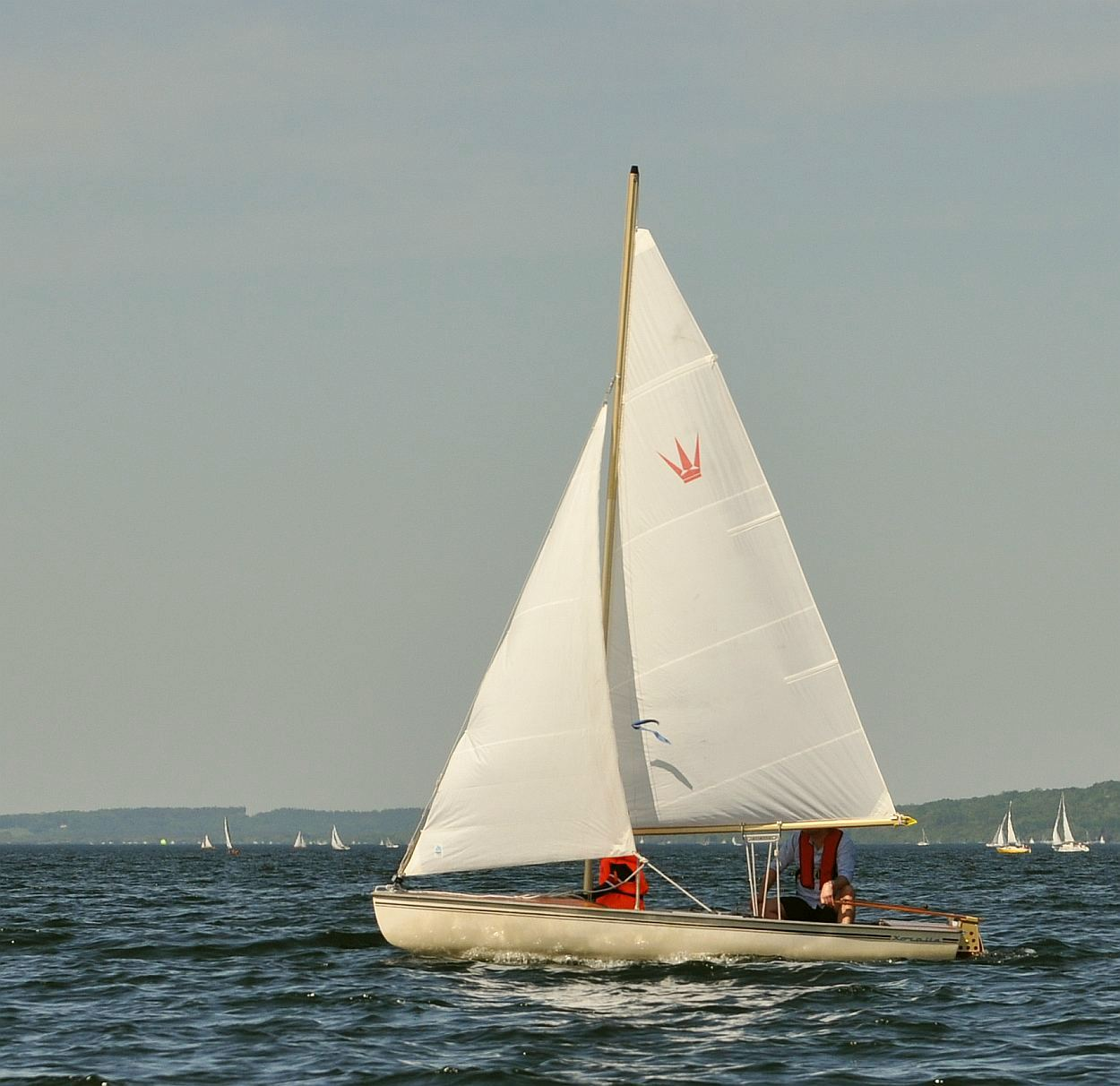
Koralle auf dem Starnberger See

Die Koralle ist eine Zweimann-Freizeitjolle mit einer Segelfläche von 8,5 m² bzw. 10,5 m² in der Regattaausführung. Sie wurde ab den 1960er Jahren bis zum Konkurs des Herstellers 1978 durch die Atlanta Bootsbau GmbH in Weitnau, Allgäu, hergestellt.

## Technische Daten
In den ersten Baujahren wurde der Rumpf in Knickspant-Bauweise aus Sperrholz gefertigt (Modell 'S5'), später wurde die Konstruktion auf die Rundspantbauweise mit GFK-Rumpf umgestellt (Modell 'S6R').
Eine konstruktive Besonderheit der Koralle sind die anstelle eines zentralen Schwertes eingesetzten Kimmschwerter. Zunächst waren es Steckschwerter. Später gab es Klappschwerter, die über einen einfachen Drehmechanismus in die seitlichen Schwertkästen geschwenkt wurden. Aufgrund ihres geringen Gewichtes und des teilbaren Mastes ist die Koralle grundsätzlich für den Autodachtransport geeignet. Die Yardstickzahl des Bootes mit der Segelfläche von 8,5 m² ist 121, für 10,5 m² 119.
Weitere Modelle der Atlanta Bootsbau GmbH waren die Flamingo, die Atlanta 4.40, sowie die Kolibri.